# Saint-Symphorien (Cher)
Saint-Symphorien è un comune francese di 132 abitanti situato nel dipartimento del Cher, nella regione del Centro-Valle della Loira.

## Società

### Evoluzione demografica
Abitanti censiti